# Frente Es Posible
Il Fronte È Possibile (in spagnolo: Frente Es Posible - EP) è un partito politico di orientamento peronista fondato in Argentina nel 2008 su iniziativa di Alberto Rodríguez Saá, allora governatore della Provincia di San Luis. La formazione si è presentata per la prima volta in occasione delle elezioni parlamentari del 2009, senza tuttavia conseguire risultati rilevanti a livello nazionale, mentre ha ottenuto un certo successo nella Provincia di San Luis.
Nella Provincia di Buenos Aires, dove la sfida è polarizzata tra il kirchnerismo (peronismo di sinistra), l'Accordo Civico e Sociale (centrosinistra) e il Proposta Repubblicana (centrodestra), ha ottenuto il 7º posto.
Alberto Rodríguez Saá è un ex militante peronista che alle elezioni presidenziali del 2007 si era presentato con un cartello di centro perché non condivideva la strategia troppo di sinistra della candidata e futura Presidente Cristina Kirchner. Il Fronte è Possibile e il Fronte Giustizialista fanno entrambi parte del gruppo interno al Partito Giustizialista noto come Peronisti Federali, che si oppongono all'ala sinistra del partito, attualmente guidata da Cristina Fernández de Kirchner.